# Front nord de l'operació Espases de Ferro
El Front nord de l'operació Espases de Ferro és una operació militar israeliana iniciada el 8 d'octubre de 2023 al llarg de la frontera entre Israel i el Líban i a Síria i als Alts del Golan ocupats per Israel, en resposta al suport de Hezbol·là a Hamàs després dels atacs del 7 d'octubre a Israel que va desencadenar la Guerra entre Israel i Gaza de 2023.
El setembre de 2024 es va produir una escalada significativa de les hostilitats el front, començant amb les explosió de cercapersones al Líban. Dies després, les Forces de Defensa d'Israel (IDF) van matar el membre d'Hezbol·là Ibrahim Aqil, que va participar en els atemptats de Beirut de 1983. Les FDI van declarar que els seus atacs continuarien fins que els ciutadans israelians a la zona del conflicte poguessin tornar a casa amb seguretat. La invasió israeliana del Líban va començar el 30 de setembre de 2024.
Fins al 22 d'octubre de 2024, almenys 2.464 persones, entre ells 127 nens, han mort al Líban des que es va obrir el Front nord de l'operació Espases de Ferro i s'estima que 1,2 milions de persones han estat desplaçades de les seves cases.

## Estructura de comandament militar de Hezbol·là
En 2023 l'estructura militar de Hezbol·là estava liderat pel secretari general Hassan Nasral·là, recolzat pel cap d'operacions i comandant de la Força Radwan, Fuad Shukr, el comandant de més rang i cap de la unitat estratègica, i Ali Karaki, comandant de les forces al front sud. D'Aqil depenen Wissam al-Tawil, comandant dels Radwan, i Abu Hassan Samir, cap de la unitat dels Radwan i antic comandant de la unitat, i de Karaki depenen Taleb Sami Abdullah, comandant de la unitat Nasser, Muhammad Nimah Nasser, comandant de la unitat Aziz, i Abu Ali Rida, comandant de la unitat Bader.

## Antecedents
Es calcula que deu anys després d'acabada la Guerra del Líban de 2006 Hezbol·là havia violat la Resolució 1701 del Consell de Seguretat de les Nacions Unides més de 8.000 vegades i disposava de 100.000 coets i míssils de curta, mitjana i llarga distància, cinc vegades més del que tenia durant la guerra, augmentant fins a 130.000 en 2018 i 150.000 en 2023.
Els dies 8 i 9 d'octubre de 2023, hi va haver foc creuat entre Hezbol·là i les forces israelianes després que els militants de Hezbol·là disparassin míssils contra Israel des del Líban i Israel respongués amb atacs aeris al Líban. Els atacs de Hamàs a Israel del 7 d'octubre de 2023 van augmentar dràsticament la inseguretat israeliana i la tolerància al risc va canviar significativament envers Hezbol·là molt millor organitzada, armada i entrenada. Hezbol·là va atacar entre 150 i 250 vegades cada setmana entre el 7 d'octubre de 2023 i el 18 d'agost de 2024, la major part d'això ha tingut lloc a les Granges de Shebaa, una petita parcel·la de terra en disputa que ha experimentat un conflicte de baix nivell des de l'any 2000. Aproximadament 100.000 israelians han estat evacuats del nord d'Israel des de l'inici del conflicte.
Israel va activar el sistema de defensa aèria Cúpula de Ferro. El primer ministre Binyamín Netanyahu i el ministre de Defensa Yoav Gallant van realitzar avaluacions de seguretat a la seu de les Forces de Defensa d'Israel (FDI) a Tel-Aviv. Més tard, Gallant va declarar l'estat d'emergència a les àrees de fins a 80 quilòmetres de la frontera de Gaza i va aprovar la mobilització de desenes de milers de reservistes de l'exèrcit no només al llarg de la frontera de Gaza sinó també a Cisjordània i al llarg de les fronteres amb el Líban i Síria. Durant la nit del 7 al 8 d'octubre, el Gabinet de Seguretat d'Israel va votar a favor d'emprendre l'operació Espases de Ferro, una sèrie d'accions per provocar la "destrucció de les capacitats militars i governamentals de Hamàs i el Gihad Islàmic palestí", segons un comunicat de l'Oficina del Primer Ministre.

## Operació Espases de Ferro
El 31 de març de 2024, el comandant Ismail Al Zin, responsable la unitat de míssils antitancs de la Força Radwan d'elit de Hezbol·là, responsable de nombrosos atacs contra Israel va morir en un atac amb dron al Líban, i el 14 de maig, Hussein Ibrahim Makki, comandant superior de la unitat del Front Sud que havia comandat la divisió costanera de Hezbol·là. Taleb Sami Abdullah, comandant d'una de les tres divisions de Hezbol·là al sud del Líban va morir en un atac aeri el 12 de juny, suposa el càrrec més alt de la milícia proiraniana mort per part d'Israel des de l'inici de les hostilitats en octubre de 2023. El comandant Muhammad Nimah Nasser va morir en un atac aeri el 3 de juliol. El 27 de juliol, un coet llençat des del sud del Líban va matar dotze joves drusos a un camp de futbol a Majdal Shams, als Alts del Golan, en l'atac més mortífer al nord d'Israel des de l'inici de la guerra, provocant bombardeigs de la força aèria israeliana en resposta, i en resposta, un atac aeri israelià va matar a Beirut Fuad Shukr, el cap militar de major rang de Hezbol·là i assessor del líder Hassan Nasral·là.

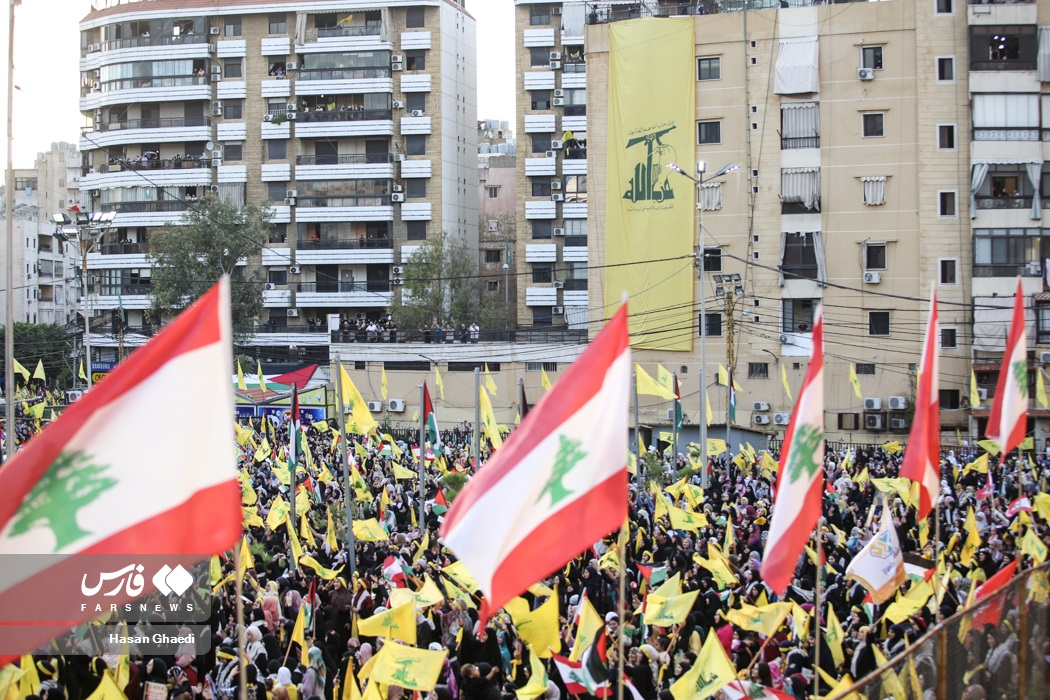
Partidaris de Hezbol·là assistint a un discurs de Hassan Nasral·là a Beirut, el 3 de novembre de 2023.

El juliol de 2024, una operació liderada per la Guàrdia Civil i la policia alemanya va desarticular a Barcelona i Badalona una de les estructures logístiques de construcció de munició rondadora de Hezbol·là a Europa, capaços de transportar càrregues explosives de diversos quilos i per la seva mida petita i el seu perfil de vol baix són més difícils de detectar i, per tant, de neutralitzar, i es creu que la xarxa va produir més d'un miler d'unitats, i en molts dels drons usats en la guerra entre Israel i Gaza s'han trobat peces com les adquirides per l'estructura desarticulada.
En resposta a la mort del seu màxim comandant militar Fuad Sukr, la del líder polític de Hamàs, Ismail Haniye i el bombardeig del Líban, Hezbollah va respondre el 4 d'agost de 2024 amb el llançament de més de 300 coets, en l'intercanvi de foc més gran en dues darreres dècades, la majoria interceptats pels sistemes de defensa aèria israeliana, la Cúpula de Ferro, i la resta no van causar danys significatius.
A finals d'agost de 2024, el nombre d'atacs de Hezbol·là va augmentar més enllà dels 280 per setmana, i va augmentar el nombre de vols amenaçadors dels avions de guerra israelians que sobre el Líban, que abans de l'estiu de 2024 eren extremadament rars. Des del 8 d'octubre de 2023 fins al 24 d'agost de 2024 havien mort al Líban 560 persones, i entre elles Hezbol·là va confirmar la mort de 356 milicians i comandants, la majoria al Líban, però també alguns d'ells a Síria. Israel ha realitzat desenes d'atacs aeris a Síria des que va començar la guerra, i en 12 de setembre les forces especials Shaldag de la Força Aèria Israeliana va dur a terme l'atac a un camp de míssils a prop de Masyaf, descendint d'helicòpters, col·locant explosius a les instal·lacions construïdes per l'Iran i van retirar informació sensible. Els atacs a Síria han matat almenys 208 combatents, inclosos 46 militars sirians, 43 membres d'Hezbol·là i 24 guàrdies revolucionaris iranians, i 22 civils.

### Escalada de les hostilitats
El 17 de setembre de 2024 els cercapersones de Hezbol·là al Líban i Síria van ser piratejats i detonats en un atac coordinat per Israel, causant la mort d'al menys dotze persones, i 2.750 ferits, 200 d'ells greus, i l'endemà van explotar els walkie-talkies, causant la mort d'al menys catorze persones, i 450 ferits.
Un atac aeri israelià al sud de Beirut el 20 de setembre va matar almenys 31 persones, entre elles el cap d'operacions i comandant de la unitat d'elit Radwan de Hezbol·là Ibrahim Aqil i altres membres de la unitat d'elit mentre celebraven una reunió. Aqil estava buscat pel seu suposat paper en els atemptats de l'ambaixada dels Estats Units a Beirut de 1983 que van matar 63 persones, així com els atacs a les casernes de la Marines a Beirut de 1983. El 24 de setembre, Ibrahim Qubaisi, el comandant de la divisió de coets i míssils d'Hesbol·là va morir en un dels atacs aeris israelians.
El primer ministre israelià, Binyamín Netanyahu, va demanar als civils del Líban que abandonessin les zones on Israel ataca Hezbol·là, i la població va rebre trucades automatitzades, missatges de text i emissions que els instaven a evacuar la zona, i 100.000 persones es van dirigir cap al nord del país. Fins al 23 de setembre les forces armades israelianes havien atacat mil tres-cents objectius d'Hezbol·là al Líban, principalment al sud i l'est del país prop de la frontera del Líban amb Síria i on el grup militant té una forta presència, atacant especialment habitatges on hi havia armament emmagatzemat, causant 492 morts i 1.645 ferits, respostos per nombrosos llençaments de míssils de Hezbol·là.

### Bombardeig de la caserna general de Hezbol·là a Beirut
Avions de combat de la Força Aèria van bombardejar i matar en un atac contra el quarter general de Hezbol·là el 27 de setembre al secretari general de Hesbol·là Hassan Nasral·là, a Abbas Nilforoushan, General de Brigada de l'Exèrcit dels guàrdies de la revolució islàmica, al comandant Ali Karaki, al comandant de la unitat de míssils al sud del Líban, Mohammad Ali Ismail, responsable del llançament d'un míssil balístic cap al centre d'Israel el 25 de setembre, i al seu adjunt Hussein Ahmed Ismail juntament amb altres comandants i militants de Hezbollah. També va ser abatut Ibrahim Muhammad Qabisi, cap de la Força de Míssils i Coets d'Hezbollah.
El 29 de setembre fou eliminat en un atac aeri Nabil Qaouk, comandant de la Unitat de Seguretat Preventiva de Hezbol·là. i el líder de Hamàs al Líban, Fathi al-Sharif, que treballava per UNRWA va morir en un atac aeri israelià a Tir el 30 de setembre.

### Invasió israeliana del Líban
L'exèrcit israelià ordena evacuar els residents de 25 pobles del sud del Líban Es va informar de foc d'artilleria israeliana a prop de pobles fronterers, sobretot a Wazzani , Khiam, Aalma ech Chaab i Naqoura, i les primeres incursions terrestres van començar el 30 de setembre de 2024 cap a les 20:00. El mateix dia, Israel va declarar tres localitats la seva frontera nord, Misgav Am i Kefar Guiladi eren ara "zona militar tancada"
Els primers combats van tenir lloc a Odaisseh, Maroun al-Ras, Ayta ash-Shab, Yaroun Kafr i Kila Ramyah.
Les Forces Armades del Líban pràcticament no juguen cap paper en el conflicte perquè estan en gran part finançat pels Estats Units, poc equipat, i perquè la seva cohesió requereix el respecte dels delicats equilibris polítics i confessionals. i l'1 d'octubre, al començament de la invasió es van retirar de la Línia Blava.
L'exèrcit israelià assegurava el 30 d'octubre haver matat al sud del líban als comandants de Hezbol·là Musa Izz al Din, Hassan Majid Daib i Jaafar Jader Faour, responsables del llançament de coets contra territori israelià des de l'octubre de 2023, i capturat el 2 de novembre en una operació duta a terme per una unitat de la marina d'elit israeliana a Batroun a un comandant d'alt rang.
Durant els atacs terrestres al sud del Líban es van desmantellar i demolir diversos túnels excavats a la roca amb centres de comandament i dipòsits d'armes i municions.

### Bombardeig de Dahieh
La nit del 3 d'octubre de 2024, les Forces de Defensa d'Israel (IDF) van dur a terme un atac aeri contra el quarter general d'intel·ligència d'Hezbol·là en un búnquer subterrani a Dahieh, un suburbi predominantment xiïta al sud de Beirut, on s'havien reunit els líders de Hezbol·là, inclòs Hashem Safieddine, cosí i presumpte successor de Hassan Nasral·là, mort en l'atac aeri israelià a la seu de Hezbollah el 27 de setembre. Safieddine assistia a una reunió amb alts membres de Hezbollah en el moment de l'atac, en què també va morir Esmail Qaani, general de brigada iranià de la Força de la Guàrdia Revolucionària Islàmica, comandant de la Força Quds, una divisió responsable principalment d'operacions militars clandestines i extraterritorials.
El mateix dissabte les IDF van abatre en atacs aeris a prop de Trípoli a Saeed Attallah Ali, comandant del braç armat de Hamàs, i a la vall de la Bekaa a Mohammed Hussein al-Lawis, l'autoritat executiva de Hamas al Líban.

### Alto-el-foc
El 26 de novembre de 2024 es va acordar un alto-el-foc negociat per l'enviat nord-americà Amos Hochstein, en condicions favorables a Israel amb ànim d'implantar la Resolució 1701 del Consell de Seguretat de les Nacions Unides després de la mort dels principals comandants de Hezbol·là i més de 3.000 persones i un milió de desplaçats, donant temps per a la retirada israeliana fins a final de gener de 2025, que posteriorment es va allargar fins al 28 de febrer per fer efectiva la retirada, però l'exèrcit israelià va romandre en cinc turons estratègics fins la implementació completa de l'acord per l'exèrcit libanès.
Des que l'alto el foc al Líban, que permet a Israel respondre en cas d'amenaça, va entrar en vigor el novembre de 2024, Hezbol·là va continuar disparant míssils des del Líban i en resposta el 28 de març, l'1 d'abril i el 27 d'abril de 2025 les FDI van realitzar atacs aeris a Beirut.

### Repercussions a Síria
L'esclat de la guerra russo-ucraïnesa en 2022 va comportar la retirada de personal i recursos militars russos, el principal aliat de Baixar al-Àssad, i els atacs d'Israel a Iran i els forts cops contra Hezbol·là, també aliats d'al-Àssad, van deixar un buit que els rebels sirians van poder aprofitar i el 30 de novembre de 2024 els milicians de l'aliança jihadista Tahrir al-Xam van conquerir Alep i el 5 de desembre van capturar Hama.
Amb l'accelerada pèrdua de control de Baixar al-Àssad l'exèrcit israelià va desplegar la 210a divisió als Alts del Golan, per por que els esdeveniments es descontrolin i arribin a la frontera. La caiguda d'Assad el 8 de desembre de 2024 va trencar efectivament la ruta d'armes, material i personal des d'Iran a Hezbol·là quedant aïllada al sud del Líban, quedant encara més afeblit i vulnerable a l'atac o la infiltració israeliana. El 9 de desembre les tropes israelianes es van desplegar a la zona d'amortiment desmilitaritzada supervisada per la Força de les Nacions Unides d'Observació de la Separació, inclos el mont Hermon. El 8 i 9 de desembre la Força Aèria i la Marina d'Israel van llençar l'Operació Fletxa de Bashan atacant més de 350 atacs contra dipòsits de míssils, vaixells de guerra, avions de caça i altres objectius estratègics, eliminant la majoria de les reserves d'armes estratègiques a Síria.
7